# Turbera del cueto de la Avellanosa
La turbera de La Avellanosa es un depósito de materia orgánica descompuesta en forma de turba, situado entre el Cueto de la Avellanosa y el Cueto de los Escajos, en las estribaciones septentrionales de la sierra del Cordel, en Cantabria. A una altitud de 1340 m s. n. m. y en zona de transición entre las regiones boreal y atlántica, representa el proceso de turbificación en condiciones más frías del conjunto de turberas la región cantábrica.
El depósito se asienta sobre areniscas poco permeables del  Pérmico-Triásico en una superficie de unos 25 000 m², con una potencia o espesor de 3,5 m. A pesar de lo señalado por autores como Saiz de Omeñaca, quien creía que él se trataba de una turbera por represamiento con una morrena frontal de conglomerados como dique, Mariscal Álvarez afirma que se trata de una turbera de collado, formada por el encharcamiento en bajas cotas entre montañas circundantes.
Estudios polínicos hechos en la zona, han puesto de manifiesto la riqueza arbórea presente en la zona desde tiempos remotos, y las variaciones climáticas desde los 6000 años AP hasta nuestros días. A pesar de ello, y del interés geomorfológico, paleontológico y biológico que representa esta turbera, la zona no está protegida de manera especial, más allá de la prevista en la reserva nacional de caza del Saja y sus anejas zonas de Importancia Comunitaria y de especial protección para las aves.  La presente extracción de la turba para su uso en la agricultura hace prever la pronta desaparición de la turbera.